# Sextning
| Sextning |
| --- |
| Sextning sker ofta via smartmobil. - Betydelse – skickandet av sexuella texter eller bilder via en digital meddelandetjänst - Syfte – utforskande av sexualitet, upphetsning, nyfikenhet, kontaktsökande - Metod – smartmobil, sociala medier, chatt - Olika ord – sexting, sextande, cybersex, "dickpics" |

Sextning eller sexting (engelska: sexting) är skickandet av sexuella texter eller bilder via en digital meddelandetjänst. Ordet är bildat på engelskans texting (SMS:ande), med syftning på den sexuella komponenten.
Att skicka sexuella texter eller bilder till andra har blivit allt vanligare, parallellt med det ökande användandet av digitala meddelandetjänster i främst smartmobiler till olika slags kommunikation. 2023 meddelades i en studie från Göteborgs universitet att var tionde elev i högstadiet har skickat sexuella meddelanden med eller utan bilder till någon annan.
Att sexta kan göras av flera olika skäl, och man kan utforska relationer eller sin egen sexualitet. Oönskade meddelanden kan betraktas som del av sexuella trakasserier, och det oönskade skickandet av bilder på manliga könsorgan ("dickpics") har uppmärksammats som ett vanligt problem. Risken för att meddelandena utan tillstånd sprids vidare till tredje part finns också.
Sextning är en typ av cybersex, där man är sexuell med andra personer över Internet eller andra digitala plattformar. Sextandet kan vara en viktig ingrediens i ett pågående distansförhållande, men den kan även utföras som del av ett kommersiellt tjänsteutbyte; i det senare fallet kan det inkludera chattkommunikation i samband med webbkameramodellande eller dylikt.
Sextandet är även en "säker" form av sexuell kommunikation, eftersom man inte löper risk för att sprida könssjukdomar eller drabbas av graviditet.
Lagstiftningen har oftast inte uppdaterats för att ta hänsyn till moderna fenomen som sextning. En minderårig som frivilligt skickar en sexuellt laddad bild på sig själv till någon annan kan därför göra sig skyldig till spridande av barnpornografi. Ibland förutsätter lagstiftningen att sextning handlar om spridning av intima bilder av någon annan och utan personens samtycke.